# Marie Brink
Marie Brink f. Nielsen (27. november 1888 i Visborg – 18. januar 1975 i Sundby) var en dansk skuespiller. 
Brink debuterede under navnet Marie Baré på Nørrebros Teater under 1. verdenskrig. Senere medvirkede hun i revyen Rottefælden i Svendborg. Efter besættelsen var hun tilknyttet Røde Kro Teater på Amager, og fra 1955 til 1972 var hun en del af ensemblet på Aarhus Teater. I 1954 debuterede hun på film med En sømand går i land.
Marie Brink er begravet på Bispebjerg Kirkegård.

## Filmografi
- Kongen af Pelikanien (1928)
- Farlig ungdom (1953)
- En sømand går i land (1954)
- Arvingen (1954)
- Far til fire på landet (1955)
- Tre finder en kro (1955)
- Hvad vil De ha'? (1956)
- Sønnen fra Amerika (1957)
- Ballade på Bullerborg (1959)
- Der brænder en ild (1962)
- De fem i fedtefadet (1970)